# Tia Surica
Iranette Ferreira Barcellos OMC (Rio de Janeiro, 17 de novembro de 1940), popularmente conhecida como Tia Surica é uma sambista, cantora e intérprete de samba-enredo. Surica foi presidente de honra da Portela entre 2022 e 2025, além de matriarca e integrante da velha-guarda da escola.

## Biografia
Nascida em Madureira, aos 4 anos, já desfilava pela Portela, presa à cintura da mãe Judith, companhada de perto pelo pai, conhecido como Pio. O apelido "Surica", foi dado por sua avó, quando ela ainda era pequena. Em 1966, foi puxadora do samba-enredo "Memórias de um Sargento de Milícias", de autoria de Paulinho da Viola, ao lado de Maninho e Catoni.
Em 1980, entrou para a Velha Guarda da Portela, a convite de Manacéa. Até hoje, Tia Surica permanece fiel ao bairro onde nasceu, permanecendo morando em uma vila, bem próxima à sede da Portela. Sua casa, conhecida como "Cafofo da Surica", é palco de festas memoráveis.
Em 2003, aos 63 anos, Tia Surica lançou, pela FINA FLOR, seu primeiro cd cujo repertório reúne a elite de compositores da Portela como Monarco, Chico Santana e Anice.

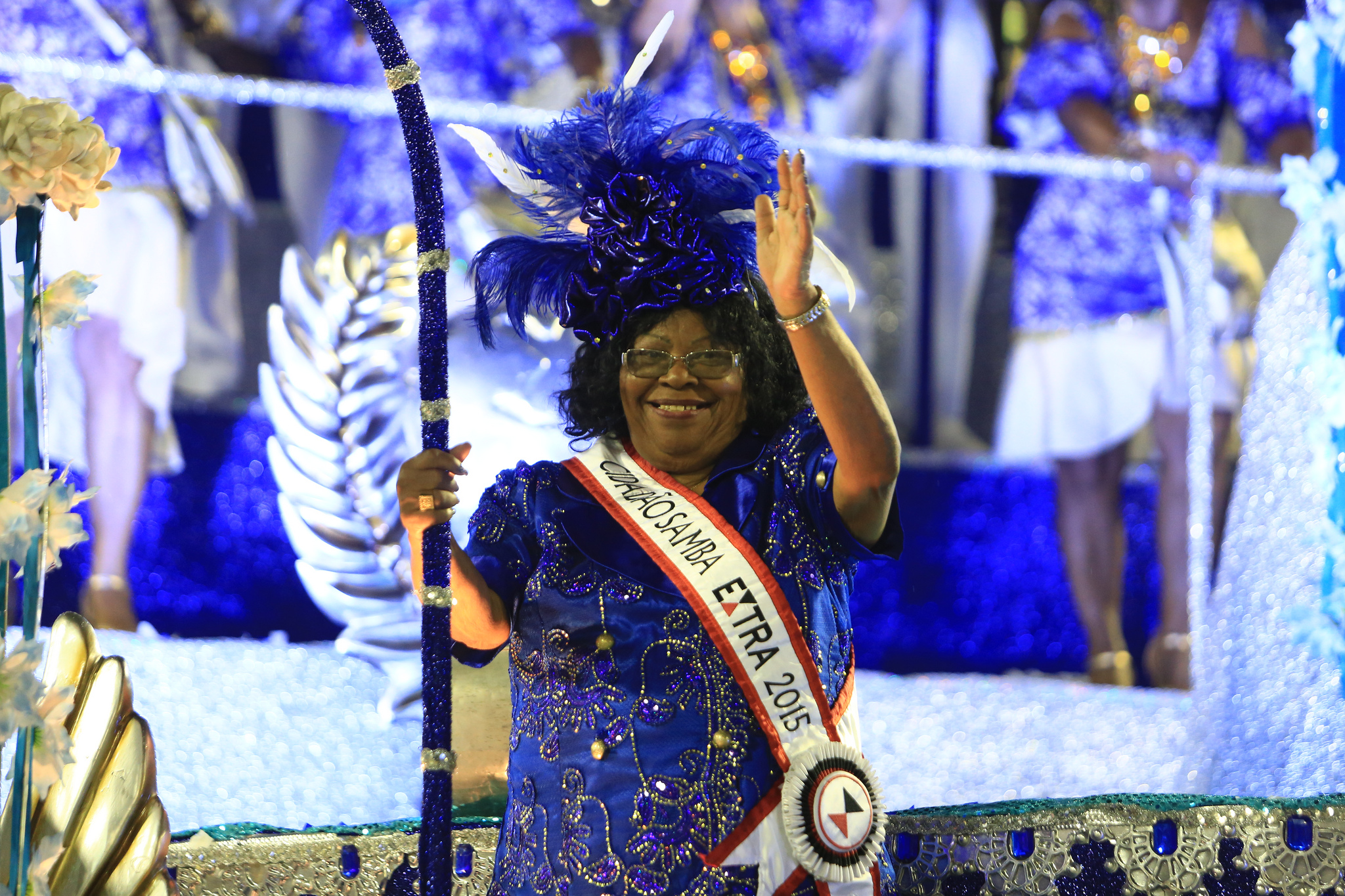
Surica desfilando na Portela com a faixa de Cidadão Samba 2015.

Em 2005, durante um desastrado desfile de sua escola, foi impedida pela diretoria de desfilar, junto com outros baluartes, para que a Portela não estourasse o tempo e perdesse mais pontos, o que causou grande comoção no mundo do samba, gerando muitas críticas ao presidente Nilo Figueiredo.
Em 2015, Tia Surica foi agraciada como título Cidadão Samba, honraria concedida anualmente pela imprensa carioca a sambistas e representantes notórios das escolas de samba do Rio de Janeiro, sendo a primeira mulher eleita no concurso.
Em 2022, após o falecimento de Mestre Monarco, Surica assumiu o posto de presidenta de honra da Portela. Tornando-se a primeira mulher a assumir a honraria. Ficou no cargo até 2025, quando seu candidato à presidência da Portela perdeu a eleição da escola, sendo substituída por Vilma Nascimento.

### Atriz
Como atriz, Tia Surica já fez uma participação especial na série televisiva Cidade dos Homens e Encantado's, além de comerciais.[carece de fontes?]

## Premiações
- Tamborim de Ouro

2005 - Eu Sou o Samba (Personalidade) 

## Filmografia
| Ano  | Título      | Papel     | Nota                  |
| ---- | ----------- | --------- | --------------------- |
| 2024 | Encantado's | Ela mesma | Episódio: "Feijoiada" |